# Echinopodium digitalis
Echinopodium digitalis är en tvåvingeart som beskrevs av Freeman 1951. Echinopodium digitalis ingår i släktet Echinopodium och familjen svampmyggor. Inga underarter finns listade i Catalogue of Life.